# Napocodesmus florentzae
Napocodesmus florentzae är en mångfotingart som beskrevs av Ionel Grigore Tabacaru 1975. Napocodesmus florentzae ingår i släktet Napocodesmus och familjen Trichopolydesmidae. Inga underarter finns listade i Catalogue of Life.